# Crystallise

Crystallise (en español: Cristalizar) es el nombre del segundo sencillo extraído de  Familia, el sexto álbum de la cantautora británica Sophie Ellis-Bextor, la canción fue escrita por Ellis-Bextor y Ed Harcourt, quien también es el productor del álbum.

## Video Musical
El video musical fue grabado en Inglaterra en una vieja casona-hotel y fue dirigido por Sophie Muller, en el video se muestra a Sophie ataviada en un largo vestido negro de encaje, rondando la casona y sus jardines como un alma sin descanso entre la luz y la oscuridad, también se le puede ver sentada al piano tocando algunas notas de la canción. El video se estrenó el 10 de octubre de 2016 en su canal de Vevo en Youtube

## Lanzamiento
El sencillo fue lanzado el 4 de noviembre de 2016 en los formatos digital y CD promocional
- CD promocional:[1]

1. Crystallise (Radio Edit)
- Single Digital iTunes:[2]

1. Crystallise
2. Crystallise (F9 Radio Edit)
3. Crystallise (F9 Extended Mix)
- Versión del Álbum:

3. Crystallise – 3:31